# Larsmo
Larsmo (in finlandese Luoto) è un comune finlandese di 5732 abitanti, situato nella regione dell'Ostrobotnia.
Il centro attuale di Larsmo è Holm, e il vecchio centro con la chiesa di Larsmo è a Fagernäs. Larsmo è un arcipelago con circa 360 isole, le più grandi sono l'isola di Larsmo e l'isola di Eugmo.

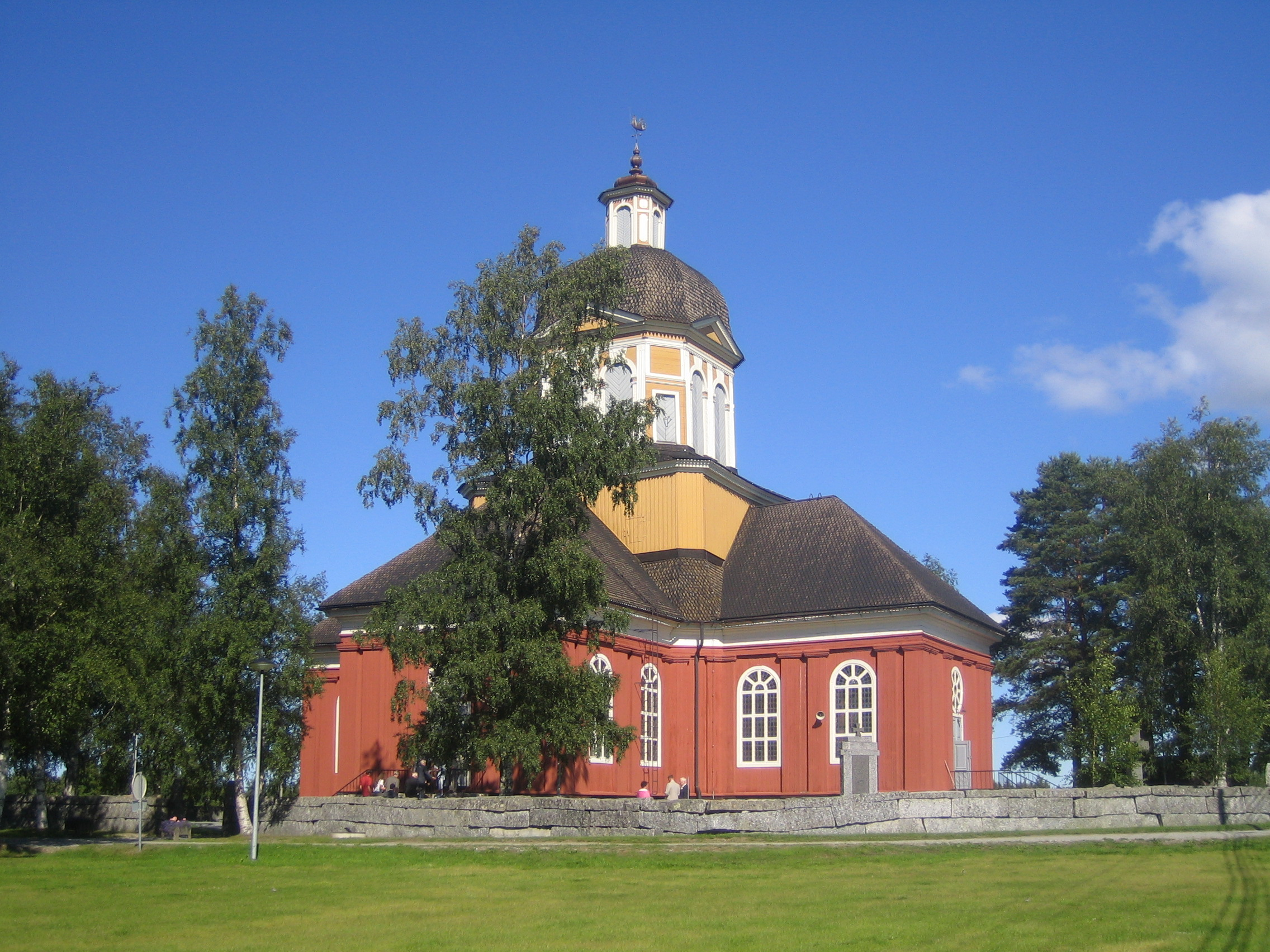
La chiesa di Larsmo a Fagernäs.

## Società

### Lingue e dialetti
Lo svedese è l'unica lingua ufficiale di Larsmo. 
| %     | Ripartizione linguistica (gruppi principali) |
| ----- | -------------------------------------------- |
| 92,2% | madrelingua svedese                          |
| 6,2%  | madrelingua finlandese                       |